# ترفند (فیلم ۲۰۱۹)
ترفند (انگلیسی: Trick) یک فیلم اسلشر به کارگردانی پاتریک لوسیر است که در سال ۲۰۱۹ منتشر شد. از بازیگران فیلم می‌توان به جیمی کندی، عمر اپس و تام اتکینز اشاره کرد. این فیلم در مجموع بازخوردهای منفی داشت و منتقدان در مجموع از آن انتقاد کردند.